# Lisa Ekdahl at the Olympia, Paris
Lisa Ekdahl at the Olympia, Paris är ett livealbum från den svenska artisten och låtskrivaren Lisa Ekdahl. Albumet släpptes den 8 februari 2011 och består av dels en CD-skiva med liveupptagningar från Ekdahls framträdande på legendariska konsertlokalen L'Olympia i Paris samt en DVD-skiva med videoupptagningar både från framträdandet i Paris samt från artistens hem.

## Låtlista
Sångerna är skrivna av Lisa Ekdahl om inget annat anges.

### CD
1. April in Paris (Vernon Duke/E.Y. Harburg) – 2:01
2. Nature Boy (Eden Ahbez)– 7:34
3. I'll Get a Kick Out of You (Cole Porter) – 2:52
4. Now or Never (Billie Holiday/Curtis Lewis) – 3:25
5. Beautiful Boy – 6:34
6. Laziest Girl in Town – 6:10
7. Give Me That Slow Knowing Smile – 5:45
8. Don't Stop – 3:55
9. I'll Be Around – 5:04
10. Love for Sale (Cole Porter) – 4:31
11. Tea for Two (Vincent Youmans/Irving Caesar) – 10:01

### DVD
1. Daybreak (Salvadore Poe) – 3:28
2. Nature Boy (Eden Ahbez)– 7:19
3. Now or Never (Billie Holiday/Curtis Lewis) – 2:28
4. Sing – 5:05
5. The World Keeps Turning – 5:26
6. Don't Stop – 5:21
7. When – 5:08
8. I'll Be Around – 5:21
9. I Get a Kick Out of You (Cole Porter) – 2:51
10. Cry Me a River (Arthur Hamilton) – 5:28
11. Beautiful Boy – 6:58
12. Love for Sale (Cole Porter) – 5:59

## Musiker
- Lisa Ekdahl – sång och gitarr
- Mathias Blomdahl – gitarr och slagverk
- Tomas Hallonsten – piano, orgel och trumpet
- Josef Zackrisson – bas
- Eric Bibb – sång (spår dvd:6)
- Ane Brun – sång (spår dvd:7)
- Rikard Wolff – sång (spår dvd:10)

## Mottagande
Skivan fick ett gott mottagande när den kom ut med ett snitt på 3,6/5 baserat på tre recensioner.

## Listplaceringar
| Lista (2011) | Topplacering |
| ------------ | ------------ |
| Sverige      | 49           |